# Graaf van Carrick (Ierland)
Graaf van Carrick (Engels: earl of Carrick) is een Ierse adellijke titel, genoemd naar Carrick-on-Suir, in het graafschap Tipperary.
De titel werd gecreëerd door George I voor Somerset Hamilton Butler, 8e burggraaf Ikerrin. De titel wordt nog steeds gedragen door zijn nazaten.

## Graaf van Carrick (1748)
- 1748 – 1774: Somerset Hamilton Butler (1719 – 1774), 8e burggraaf Ikkerin, 1e graaf van Carrick
- 1774 – 1813: Henry Thomas Butler (1746 – 1813), 2e graaf van Carrick
- 1813 – 1838: Somerset Richard Butler (1779 – 1838), 3e graaf van Carrick
- 1838 – 1846: Henry Thomas Butler (1834 – 1846), 4e graaf van Carrick
- 1846 – 1901: Somerset Arthur Butler (1835 – 1901), 5e graaf van Carrick
- 1901 – 1909: Charles Henry Somerset Butler (1851 – 1909), 6e graaf van Carrick
- 1909 – 1931: Charles Ernest Alfred French Somerset Butler (1873 – 1931), 7e graaf van Carrick
- 1931 – 1957: Theobald Walter Somerset Henry Butler (1903 – 1957), 8e graaf van Carrick
- 1957 – 1992: Brian Stuart Theobald Somerset Caher Butler (1931 – 1992), 9e graaf van Carrick
- 1992 – heden: David James Theobald Somerset Butler (* 1953), 10e graaf van Carrick